# Conservatoire d'espaces naturels du Nord et du Pas-de-Calais
Le Conservatoire des sites naturels du Nord et du Pas-de-Calais (nommé en 2011 Conservatoire régional d'espaces naturels du Nord et du Pas-de-Calais) est un ancien Conservatoire d'espaces naturels qui faisait partie des nombreux « Conservatoires » du réseau français des Conservatoires des espaces naturels qui, en 2009, protégeait et gérait en France 2 050 sites d'intérêt écologique (ou géologique) représentant plus de 120 000 hectares, en partenariat avec 900 agriculteurs environ, 8500 adhérents et 1800 bénévoles impliqués.
Le Conservatoire d'espaces naturels du Nord et du Pas-de-Calais et le Conservatoire d'espaces naturels de Picardie ont fusionné le 20 juin 2020 pour former le Conservatoire d'espaces naturels des Hauts-de-France.

## Histoire
Le Conservatoire des sites naturels du Nord et du Pas-de-Calais s'est constitué en 1994, comme association à but non lucratif, à l’initiative de plusieurs associations fondatrices :
- Société botanique du Nord de la France,
- Groupe ornithologique et naturaliste du Nord-Pas-de-Calais,
- fédération Nord-Nature,
- Conservatoire botanique national de Bailleul,
- Société mycologique du Nord de la France
- Société géologique du Nord.

Le Conservatoire d'espaces naturels du Nord et du Pas-de-Calais et le Conservatoire d'espaces naturels de Picardie ont fusionné le 20 juin 2020 pour former le Conservatoire d'espaces naturels des Hauts-de-France.

## Missions et activités principales
Le Conservatoire d'espaces naturels agit - en partenariat avec les collectivités locales, les administrations, les habitants, usagers et propriétaires et les associations… - , pour préserver, restaurer (sur la base de l'écopotentialité des sites), surveiller, connaitre et évaluer (au moyen d'inventaires naturalistes notamment) et gérer ou mettre en valeur des habitats et espaces naturels remarquables ou menacés. 
Le conservatoire a pour mission d'acquérir ou gérer et restaurer, à fin de conservation de la nature, des milieux et habitats naturels dans la région Nord-Pas-de-Calais. Par sa présence et connaissance du terrain, il contribue à la détection et protection de sites importantes pour la restauration d'un réseau écologique de sites et corridors biologiques nécessaires au maintien de la biodiversité que la France et tous les états se sont engagés à protéger au Sommet de la Terre, à Rio en juin 1992.
Ce conservatoire est notamment gestionnaire (en partenariat avec les communes) de plusieurs réserves naturelles régionales, qui sont des noyaux de la trame verte et bleue régionale, et des éléments du réseau écologique paneuropéen.
Son action porte aussi sur la diversité génétique, avec la possibilité de s'appuyer sur le conservatoire botanique de Bailleul et sur le CRRG (Conservatoire régional des ressources génétiques). En utilisant des herbivores pour l'entretien des milieux ouverts sur certains sites, il peut contribuer au maintien d'espèces (dont le mouton du Boulonnais qui a failli disparaître).
Il contribue ou peut contribuer au développement des plans de restauration, et à d'éventuels programmes de réintroduction ou d'élevage conservatoire notamment prévus par le Grenelle de l'environnement.
Dans le Nord-Pas-de-Calais, ce conservatoire gérait en 2009 58 sites représentant 1334 ha de milieux naturels, et avait passé 22 contrats de pâturage avec 20 agriculteurs sur 16 sites. Il anime le "groupe mare" qui réunissait plus de 110 structures du Nord-Pas-de-Calais.
Le conservatoire est gestionnaire ou co-gestionnaire des réserves naturelles suivantes :

## Statut et fonctionnement
Le conservatoire est une association loi de 1901 qui travaille en partenariat avec de très nombreux acteurs publics et privés. 
- Le conseil d’administration est constitué de naturalistes et d'experts du domaine de l'environnement.
- Un réseau de « conservateurs » (bénévoles) relayent sur le terrain les préoccupations scientifiques et plus généralement de biologie de la conservation, mais aussi de sensibilisation et éducation à l'environnement (La plupart des sites gérés par le Conservatoire des sites peuvent faire l'objet de visites, y compris (sur rendez vous, ou lors de visites programmées) accompagnées par des guides-nature, écogardes ou spécialistes.
- Toutes les interventions sur des espèces ou sur les milieux font l'objet d'un avis d'un conseil scientifique pluridisciplinaire composés d'écologues.
- Le Conservatoire dispose (en 2009) de dix-huit permanents remplissant des taches administrative, scientifique, de gestion, valorisation et évaluation.

## Aire de compétence
À ce jour, tous les sites gérés par ce conservatoire sont terrestres (mais pouvant comprendre des zones humides, des zones souterraines d'intérêt pour les chiroptères, etc. Des actions complémentaires sont prises en charge par le Conservatoire du littoral avec l'Agence des aires marines protégées pour ce qui concerne les zones lacustres, littorales et marines.
Certaines de ses actions peuvent relever de mesures compensatoires faisant suite à enquête publique concernant de grandes infrastructures (autoroute, TGV..) ou grands projets.

## Partenariats
Le partenariat est une des bases du travail des conservatoires des sites. Il repose notamment dans cette région sur des relations de confiance avec l'EPF, la SAFER et les administrations chargés de la protection ou gestion de l'environnement. Parce qu'en région transfrontalière, il peut être amené à travailler avec des organismes homologues belges (de la Région flamande ou wallonne) ou de Picardie (Conservatoire des sites naturels de Picardie). Tout citoyen peut adhérer au conservatoire.

## Pour approfondir